# Hyperion schroetteri
Hyperion schroetteri is een keversoort uit de familie loopkevers (Carabidae). De wetenschappelijke naam van de soort is voor het eerst geldig gepubliceerd in 1802 door Schreibers.